# Resultados do Carnaval de Recife em 2020
Esta é a lista com os resultados do Carnaval de Recife em 2020.

## Bois de carnaval
| Grupo Especial | Grupo Especial | Grupo Especial | Grupo Especial |
| Colocação      | Escola         | Pontos         | Ref.           |
| -------------- | -------------- | -------------- | -------------- |
| 1º             | Boi Maracatu   |                | [ 1 ]          |
| 2º             |                |                |                |
| 3º             |                |                |                |

| Grupo 1   | Grupo 1 | Grupo 1 | Grupo 1 |
| Colocação | Escola  | Pontos  | Ref     |
| --------- | ------- | ------- | ------- |
| 1º        |         |         |         |
| 2º        |         |         |         |
| 3º        |         |         |         |

| Grupo 2   | Grupo 2 | Grupo 2 | Grupo 2 |
| Colocação | Escola  | Pontos  | Ref     |
| --------- | ------- | ------- | ------- |
| 1º        |         |         |         |
| 2º        |         |         |         |
| 3º        |         |         |         |

## Ursos
| Grupo Especial | Grupo Especial | Grupo Especial | Grupo Especial |
| Colocação      | Escola         | Pontos         | Ref.           |
| -------------- | -------------- | -------------- | -------------- |
| 1º             | Urso Cangaçá   |                | [ 1 ]          |
| 2º             |                |                |                |
| 3º             |                |                |                |

| Grupo 1   | Grupo 1 | Grupo 1 | Grupo 1 |
| Colocação | Escola  | Pontos  | Ref     |
| --------- | ------- | ------- | ------- |
| 1º        |         |         |         |
| 2º        |         |         |         |
| 3º        |         |         |         |

| Grupo 2   | Grupo 2 | Grupo 2 | Grupo 2 |
| Colocação | Escola  | Pontos  | Ref     |
| --------- | ------- | ------- | ------- |
| 1º        |         |         |         |
| 2º        |         |         |         |
| 3º        |         |         |         |

## Troças carnavalescas
| Grupo Especial | Grupo Especial                                | Grupo Especial | Grupo Especial |
| Colocação      | Escola                                        | Pontos         | Ref.           |
| -------------- | --------------------------------------------- | -------------- | -------------- |
| 1º             | Troça Carnavalesca Mista Abanadores do Arruda |                | [ 1 ]          |
| 2º             | Troça Carnavalesca Mista Batutas de Água Fria |                |                |
| 3º             | Troça Carnavalesca Mista Tô chegando Agora    |                |                |

| Grupo 1   | Grupo 1                                      | Grupo 1 | Grupo 1 |
| Colocação | Escola                                       | Pontos  | Ref     |
| --------- | -------------------------------------------- | ------- | ------- |
| 1º        | Troça Carnavalesca Mista Beija Flor em folia |         |         |
| 2º        | Troça Carnavalesca Mista Camisa Velha        |         |         |
| 3º        | Troça Carnavalesca Mista Estrela da Tarde    |         |         |

| Grupo 2   | Grupo 2                                    | Grupo 2 | Grupo 2 |
| Colocação | Escola                                     | Pontos  | Ref     |
| --------- | ------------------------------------------ | ------- | ------- |
| 1º        | Troça Carnavalesca Mista Bacalhau do Bêco  |         |         |
| 2º        | Troça Carnavalesca Mista Bacalhau em Folia |         |         |
| 3º        |                                            |         |         |

## Clubes de bonecos
| Grupo Especial | Grupo Especial                                 | Grupo Especial | Grupo Especial |
| Colocação      | Escola                                         | Pontos         | Ref.           |
| -------------- | ---------------------------------------------- | -------------- | -------------- |
| 1º             | Clube de Boneco O Menino do Pátio de São Pedro |                | [ 1 ]          |
| 2º             | Rayssa No Frevo                                |                |                |
| 3º             | Seu Malaquias                                  |                |                |

| Grupo 1   | Grupo 1                    | Grupo 1 | Grupo 1 |
| Colocação | Escola                     | Pontos  | Ref     |
| --------- | -------------------------- | ------- | ------- |
| 1º        | O Garoto da Ilha do Maruim |         |         |
| 2º        | A Garota da Ilha do Maruim |         |         |
| 3º        | Dona Xoxó                  |         |         |

| Grupo 2   | Grupo 2                         | Grupo 2 | Grupo 2 |
| Colocação | Escola                          | Pontos  | Ref     |
| --------- | ------------------------------- | ------- | ------- |
| 1º        | O Filho do Buchechudo de Areias |         |         |
| 2º        | O Menino da Gráfica             |         |         |
| 3º        | O Sapateiro                     |         |         |

## Clubes de frevo
| Grupo Especial | Grupo Especial                                  | Grupo Especial | Grupo Especial |
| Colocação      | Escola                                          | Pontos         | Ref.           |
| -------------- | ----------------------------------------------- | -------------- | -------------- |
| 1º             | Clube Carnavalesco Misto das Pás                |                | [ 1 ]          |
| 2º             | Clube carnavalescos Misto Girassol da Boa Vista |                |                |
| 3º             | Clube Carnavalesco Misto Maracangalha           |                |                |

| Grupo 1   | Grupo 1                                         | Grupo 1 | Grupo 1 |
| Colocação | Escola                                          | Pontos  | Ref     |
| --------- | ----------------------------------------------- | ------- | ------- |
| 1º        | Clube Carnavalesco Misto Vassourinhas do Recife |         |         |
| 2º        | Clube Carnavalesco Misto Transporte em Folia    |         |         |
| 3º        | Clube Carnavalesco Misto Reizado Imperial       |         |         |

| Grupo 2   | Grupo 2                                   | Grupo 2 | Grupo 2 |
| Colocação | Escola                                    | Pontos  | Ref     |
| --------- | ----------------------------------------- | ------- | ------- |
| 1º        | Clube Carnavalesco Misto Arrasta Tudo     |         |         |
| 2º        | Clube Carnavalesco Misto Guaiamum na Vara |         |         |
| 3º        |                                           |         |         |

## Blocos de pau e corda
| Grupo Especial | Grupo Especial      | Grupo Especial | Grupo Especial |
| Colocação      | Escola              | Pontos         | Ref.           |
| -------------- | ------------------- | -------------- | -------------- |
| 1º             | Amante das Flores   |                | [ 1 ]          |
| 2º             | Flor da Lira        |                |                |
| 3º             | Com você no Coração |                |                |

| Grupo 1   | Grupo 1               | Grupo 1 | Grupo 1 |
| Colocação | Escola                | Pontos  | Ref     |
| --------- | --------------------- | ------- | ------- |
| 1º        | Madeiras Do Rosarinho |         |         |
| 2º        | Flor Camará           |         |         |
| 3º        | Com amor a você       |         |         |

| Grupo 2   | Grupo 2 | Grupo 2 | Grupo 2 |
| Colocação | Escola  | Pontos  | Ref     |
| --------- | ------- | ------- | ------- |
| 1º        |         |         |         |
| 2º        |         |         |         |
| 3º        |         |         |         |

## Tribos de índios
| Grupo Especial | Grupo Especial  | Grupo Especial | Grupo Especial |
| Colocação      | Escola          | Pontos         | Ref.           |
| -------------- | --------------- | -------------- | -------------- |
| 1º             | Índios Tabajara |                | [ 1 ]          |
| 2º             |                 |                |                |
| 3º             |                 |                |                |

| Grupo 1   | Grupo 1 | Grupo 1 | Grupo 1 |
| Colocação | Escola  | Pontos  | Ref     |
| --------- | ------- | ------- | ------- |
| 1º        |         |         |         |
| 2º        |         |         |         |
| 3º        |         |         |         |

| Grupo 2   | Grupo 2 | Grupo 2 | Grupo 2 |
| Colocação | Escola  | Pontos  | Ref     |
| --------- | ------- | ------- | ------- |
| 1º        |         |         |         |
| 2º        |         |         |         |
| 3º        |         |         |         |

## Caboclinhos
| Grupo Especial | Grupo Especial      | Grupo Especial | Grupo Especial |
| Colocação      | Escola              | Pontos         | Ref.           |
| -------------- | ------------------- | -------------- | -------------- |
| 1º             | Caboclinho Kapinawa |                | [ 1 ]          |
| 2º             |                     |                |                |
| 3º             |                     |                |                |

| Grupo 1   | Grupo 1 | Grupo 1 | Grupo 1 |
| Colocação | Escola  | Pontos  | Ref     |
| --------- | ------- | ------- | ------- |
| 1º        |         |         |         |
| 2º        |         |         |         |
| 3º        |         |         |         |

| Grupo 2   | Grupo 2 | Grupo 2 | Grupo 2 |
| Colocação | Escola  | Pontos  | Ref     |
| --------- | ------- | ------- | ------- |
| 1º        |         |         |         |
| 2º        |         |         |         |
| 3º        |         |         |         |

## Maracatus de baque solto
| Grupo Especial | Grupo Especial           | Grupo Especial | Grupo Especial |
| Colocação      | Escola                   | Pontos         | Ref.           |
| -------------- | ------------------------ | -------------- | -------------- |
| 1º             | Maracatu Estrela Dourada |                | [ 1 ]          |
| 2º             |                          |                |                |
| 3º             |                          |                |                |

| Grupo 1   | Grupo 1 | Grupo 1 | Grupo 1 |
| Colocação | Escola  | Pontos  | Ref     |
| --------- | ------- | ------- | ------- |
| 1º        |         |         |         |
| 2º        |         |         |         |
| 3º        |         |         |         |

| Grupo 2   | Grupo 2 | Grupo 2 | Grupo 2 |
| Colocação | Escola  | Pontos  | Ref     |
| --------- | ------- | ------- | ------- |
| 1º        |         |         |         |
| 2º        |         |         |         |
| 3º        |         |         |         |

## Maracatus de baque virado
| Grupo Especial | Grupo Especial            | Grupo Especial | Grupo Especial |
| Colocação      | Escola                    | Pontos         | Ref.           |
| -------------- | ------------------------- | -------------- | -------------- |
| 1º             | Maracatu Nação Porto Rico |                | [ 1 ]          |
| 2º             |                           |                |                |
| 3º             |                           |                |                |

| Grupo 1   | Grupo 1 | Grupo 1 | Grupo 1 |
| Colocação | Escola  | Pontos  | Ref     |
| --------- | ------- | ------- | ------- |
| 1º        |         |         |         |
| 2º        |         |         |         |
| 3º        |         |         |         |

| Grupo 2   | Grupo 2 | Grupo 2 | Grupo 2 |
| Colocação | Escola  | Pontos  | Ref     |
| --------- | ------- | ------- | ------- |
| 1º        |         |         |         |
| 2º        |         |         |         |
| 3º        |         |         |         |

## Escolas de samba
| Grupo Especial | Grupo Especial                 | Grupo Especial | Grupo Especial |
| Colocação      | Escola                         | Pontos         | Ref.           |
| -------------- | ------------------------------ | -------------- | -------------- |
| 1º             | Galeria do Ritmo               |                | [ 2 ]          |
| 2º             | Gigante do Samba               |                | [ 2 ]          |
| 3º             | Pérolas do Samba               |                | [ 2 ]          |
| 4º             | Imperadores da Vila São Miguel |                | [ 2 ]          |
| 5º             | Limonil                        |                | [ 2 ]          |

| Grupo 1   | Grupo 1                | Grupo 1 | Grupo 1 |
| Colocação | Escola                 | Pontos  | Ref     |
| --------- | ---------------------- | ------- | ------- |
| 1º        | Rebeldes do Samba      |         |         |
| 2º        | Estudantes de São José |         |         |